# Otdel de Yeisk

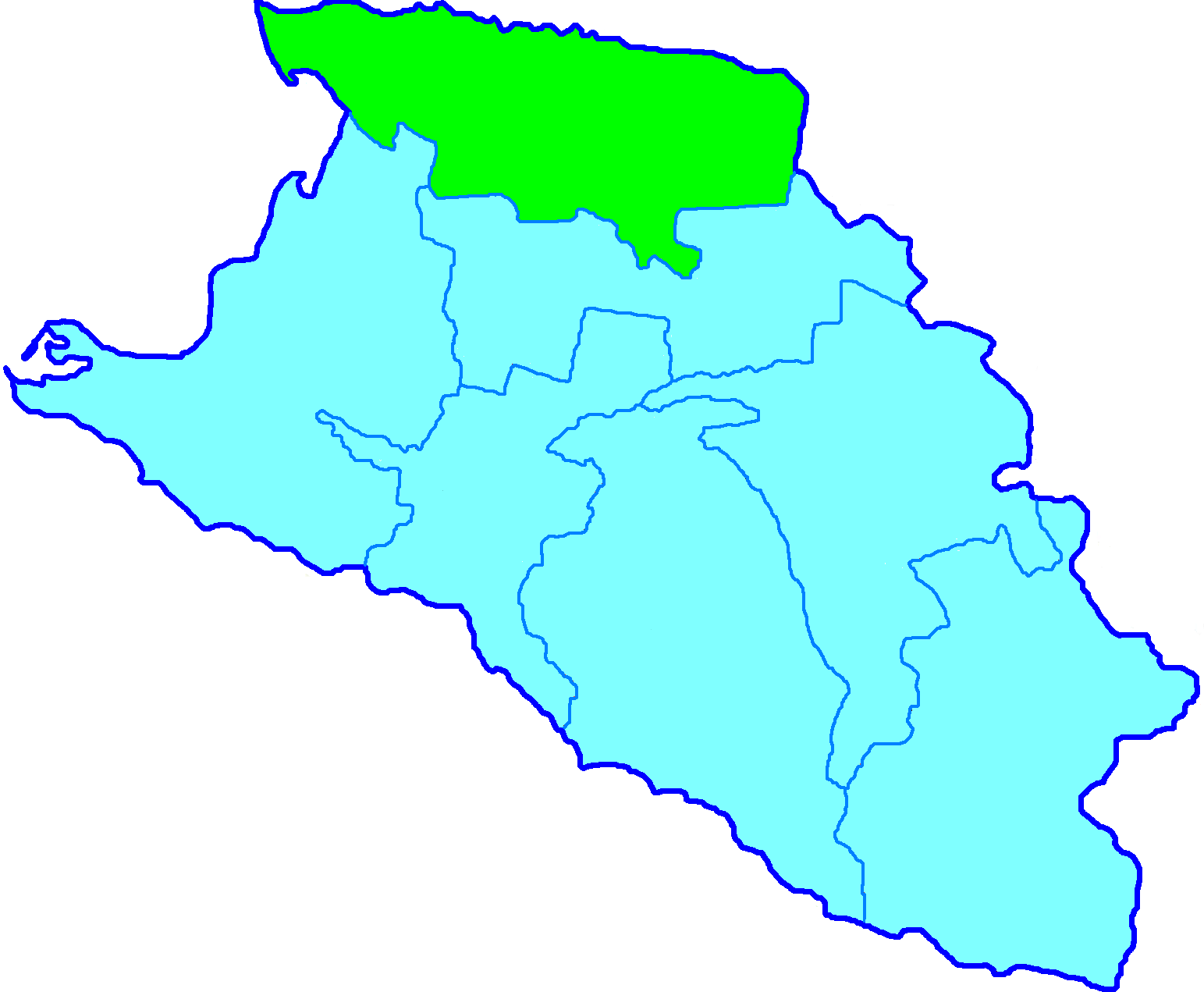
Localización del otdel de Yeisk en el óblast de Kubán.

El otdel de Yeisk (en ruso: Ейский отдел) fue una división administrativa territorial del óblast de Kubán del Imperio ruso y del óblast de Kubán-Mar Negro de la República Socialista Federativa Soviética de Rusia dentro de la Unión de Repúblicas Socialistas Soviéticas, que existió entre 1869 y 1924. Tenía una superficie de 14 568.6 verstas cuadradas. En 1897 tenía 277 300 habitantes. Su centro administrativo era la ciudad de Yeisk (entre 1902 y 1920 lo fue Umánskaya).
Ocupaba la parte septentrional del óblast, fronteriza con el óblast del Voysko del Don, en la zona de los ríos Yeya y Kugo-Yeya, llegando al oeste hasta el mar de Azov. Correspondería a los actuales raión de Yeisk, raión de Starominskaya, raión de Leningrádskaya, raión de Pávlovskaya, raión de Krylovskaya y partes de los raiones de Shcherbínovski, Kushchóvskaya y Tijoretsk del krai de Krasnodar.
Sus principales localidades eran (población en 1897) eran: Dolzhanskaya, Yeisk (35 414), Yekaterínovskaya (11 290), Kamyshevátskaya (4 835), Kanevskaya (10 260), Kisliakóvskaya (7 958), Kópanskaya (3 512), Krýlovskaya, Kushchóvskaya (5 831), Nezamayevskaya (9 525), Novodereviánkovskaya (6 449), Novoleushkovskaya (5 934), Novominskaya (6 586), Novorozhdéstvenskaya (7 866), Novoshcherbinóvskaya (7 268), Pávlovskaya (8 050), Starodereviánkovskaya (3 371), Staroleushkovskaya (3 869), Starominskaya (13 495), Staroshcherbinóvskaya (11 519), Umanskaya (11 317), Chelbaskaya (4 643), Shkurinskaya (5 000) y Yasénskaya (4 262).

## Historia
El otdel fue establecido en 1869 como uyezd de Yeisk (a partir de 1888, otdel, "división, distrito") con centro en Yeisk. En 1902, el centro fue trasladado a Umánskaya, hasta marzo de 1920, con el establecimiento del poder soviético en el Kubán, que lo devolvió a Yeisk, ahora siendo parte del óblast de Kubán-Mar Negro. El 2 de junio de 1924 se disolvió esta administración y el otdel que se dividiría en seis raiones del krai del Sudeste.

## División administrativa

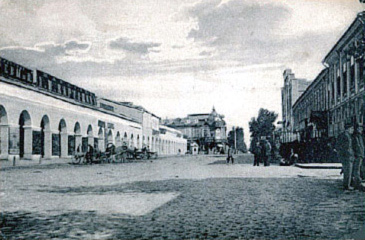
Yeisk a finales del.

El 26 de enero de 1923 se dividía en 17 vólosts:
- Dolzhánskaya,
- Yekaterínovskaya,
- Kalnibolotskaya,
- Kanevskaya,
- Kamyshevátskaya,
- Krýlovskaya,
- Kushchóvskaya,
- Nezamáyevskaya,
- Novodereviánkovskaya,
- Novoleushkóvskaya,
- Novomínskaya,
- Novoshcherbínovskaya,
- Pávlovskaya,
- Staromínskaya,
- Staroshcherbínovskaya,
- Umánskaya,
- Chelbáskaya